# Pentatones
Pentatones ist ein Trip-Hop-/Electronics-Quartett aus Leipzig. Es wurde Anfang der 2000er Jahre als Duo-Projekt gegründet.

## Geschichte
Erste Aufnahmen der ursprünglich aus dem Schwarzwald, später Köln stammenden Cousins Julian Hetzel und Hannes Waldschütz erschienen bereits 2003 unter dem Namen Pentatones auf dem Hamburger Electronica-Download-Label Homebody Recordings, später wurde von der ab Ende 2006 konstituierten Band unter ähnlichem Titel eine Compilation anderer (oder neu benannter) früher Tracks selbst vertrieben.
Waldschütz und Hetzel lernen die aus Jena stammenden Albrecht Ziepert und Delhia de France (Franziska Grohmann) beim Studium an der Bauhaus-Universität Weimar kennen. 2007 entstand die Idee einer gemeinsamen Band. 2007 erschien das selbstbetitelte Debütalbum über Java Records.
Delhia de France’ vorheriger musikalischer Wirkungsmittelpunkt war die IndieDance/Electronics-Szene in Jena, wo ihre Stimme mehrfach auf Produktionen der lokalen DJs Douglas Greed und Robag Wruhme sowie dessen DJ-Team Wighnomy Brothers zu hören war. Auch das Label Freude Am Tanzen ist in Jena ansässig und die Pentatones erstellten u. a. gegenseitige Remixe von und für die hier beheimateten Klinke auf Clinch sowie die Erfurter Marbert Rocel.
2012 folgte das zweite Album The Devil’s Hand über Lebensfreude Records. Das Album wurde von Marlow und dem ehemaligen Fischmob-Mitglied Stachy (Hofuku Sochi) produziert.
2015 folgte mit Ouroboros ein drittes Album. Das Album zeigt Sängerin Delhia de France mit einem schwarzen Kreis im Gesicht. Im dazugehörigen Video von Noisey sieht man, wie sie sich dies tätowieren lässt. Auch wenn es sich um einen Spezialeffekt handelte, wurde das Video von Boulevardmedien aufgegriffen und skandalisiert. Die Band versuchte mit dieser Aktion mediale Aufmerksamkeit hervorrufen, aber auch das Thema Künstler als Produkt aufgreifen. Die Performance-Aktion wurde später auf RTL Explosiv und Vice aufgeklärt.

## Solokarrieren
Delhia de France veröffentlichte 2015 ein Solo-Minialbum, hatte zwei Ko-Releases mit Marlow aus Leipzig/Weimar und arbeitete als gefragte Gastsängerin, neben den bereits genannten Musikern, auch mit Clueso aus Erfurt, Gunne a.k.a. Gunnar Lenke (Berlin, Inhaber von Lebensfreude Records), Robert „Robot“ Koch (gleichfalls Berlin) und weiteren.
Auch von Albrecht Ziepert erschien auf Lebensfreude Records ein Solo-Album.
Julian Hetzel betreibt ein eigenes Künstlerstudio und arbeitet als Filmemacher und Theaterkünstler.

## Musikstil
Musikalisch handelt es sich bei den Pentatones um Trip-Hop mit spärlichen Arrangements. Meist sphärisch legt sich der mehrstimmige und sirenenhafte Gesang von Delhia de France über wenige Beats und Synthesizermelodien. Die Musik ist in der elektronischen Popmusik verortet. Die Band versteht sich auch als Performance-Gruppe. In die Liveauftritte werden performative Elemente wie Film, Schauspiel und Tanz integriert. Parallelen werden zur Band Kraftwerk gezogen, deren Liveauftritte ähnlich gelagert waren.

## Diskografie

### Alben
- 2007: Pentatones (Java Records)
- 2012: The Devil’s Hand (Lebensfreude Records)
- 2015: Ouroboros (Lebensfreude Records)

### Singles & EPs
- 2011: The Devil’s Hand Remixes (12’’, Lebensfreude Records)
- 2012: Determiner EP (12’’, Freude am Tanzen)
- 2013: Bonfire (digital, Lebensfreude Records)
- 2014: The Beast (digital, Lebensfreude Records)
- 2015: Karma Game (Retouched by Steve Bug) (12’’, Poker Flat Records)
- 2013: Ouroboros Remixed #01 (digital, Lebensfreude Records)
- 2017: Surreality (12’’, Lebensfreude Records)
- 2017: Glowing (Marek Hemmann Remixes) (12’’, Lebensfreude Records)
- 2017: What If (digital, Lebensfreude Records)

### Demos
- 2003: Mosaique Beats
- 2005: Promo
- 2009: Mosaique Beats Ensemble

### Kompilationsbeiträge
- 2008: Sleeping Bones auf Micro Kosmos -– Weltraum Weimar (12′, Eldorado Media)